# 蘇軒賓
蘇軒賓（1974年—）為台灣布袋戲木偶雕刻師。

## 簡介
- 現居住於台南市官田區。刻偶僅為其副業，因而作品量較其他刻偶師為少，但品質優秀。
- 成名作品為風之痕、憶秋年、劍子仙跡等

## 作品風格
- 其偶頭具特殊的氣質，神韻溫潤內斂，兼具傳統典雅與現代個性之美。

## 主要作品

### 霹靂布袋戲

#### 霹靂系列
| 劇集                 | 角色 | 備註              |
| 霹靂英雄榜之江湖血路 | 黥烈 |                   |
| 霹靂英雄榜之爭王記   | 悅蘭芳 |                   |
| 霹靂圖騰             | ※異端神、風之痕、憶秋年、渡生劍                                                                                     | ※國劇白臉         |
| 霹靂異數之龍圖霸業   | 姬無花、忘千歲、一雨愁、冥河畫匠、獨孤遺恨、天忌、披魂紗                                                            |                   |
| 霹靂封靈島           | 橫千秋、后九翎 |                   |
| 霹靂兵燹             | 白馬縱橫、湛江雲、☆素續緣                                                                                           | ☆為重新詮釋作品   |
| 霹靂刀鋒             | ☆亂世狂刀、浪千山、傲刀蒼雷、髮劍無痕、傲刀玄龍、周八伯、神梟、紫蝶天衣、王隱、瑤琴巧韻、荒童狫、夜岸鬼僧、冰川芸姬 | ☆為重新詮釋作品   |
| 霹靂異數之萬里征途   | ☆青陽子、☆劍君十二恨、恨刀英雄、吳了然                                                                              | ☆為重新詮釋作品   |
| 霹靂九皇座           | 邪帝、武癡、※風之痕（怒）、覆天殤、杜一葦、慘綠色、劍傲流、九齊桓、劍子仙跡                                         | ※為重新詮釋憤怒板 |
| 霹靂劫之闍城血印     | 冰爵禔摩 |                   |
| 霹靂劫之末世錄       | 玉階飛 |                   |
| 霹靂劍蹤             | 鄧九五、滅定師太、耆耋耄（四雅雜詩郎）                                                                              | 仿刻徐柄垣楚王孫  |
| 霹靂兵燹之刀戟戡魔錄 | 申屠東流、歲月刀痕、管城子                                                                                          |                   |
| 霹靂奇象             | 黑髮劍者 |                   |
| 霹靂謎城             | ☆墨淵水蓮、汲無蹤、鼓琴人                                                                                           | ☆為重新詮釋素還真 |
| 霹靂皇龍紀           | 風飛沙、三口劍、☆風隨行                                                                                             | ☆為重新詮釋作品   |
| 霹靂皇朝之鍘龑史     | 神鶴佐木 |                   |
| 霹靂開疆紀           | 藍首華顏 |                   |
| 霹靂神州             | ☆真田龍政、伊達我流、劍聖（柳生劍影）                                                                               | ☆為重新詮釋作品   |

- 以上人物角色可參見霹靂網 （页面存档备份，存于）角色人物介紹

#### 天子傳奇
| 劇集            | 角色                         | 備註 |
| 天子傳奇-開周記 | 師無人、魂祭司、蠱長老、玄武 |      |

### 天宇布袋戲
| 劇集     | 角色                                                         | 備註 |
| 天宇謎塵 | 崇文魚讀月、魑背荒樵、蒼海名劍、橫刀太保、胭脂龍、中極九羅使 |      |

### 金光布袋戲
| 劇集       | 角色         | 備註 |
| 金光十八龍 | 贊天龍削皮刀 |      |

## 重粉作品
| 劇集     | 角色   | 備註               |
| 霹靂兵燹 | 葉小釵 | 重粉徐柄垣原刻偶頭 |

## 自創作品
部份個人收藏的自創角色作品曾接受台南縣政府邀請展出於新營市文化中心。

### 相關報導
- 戀戀木偶 蘇軒賓刻畫戲劇人生 （页面存档备份，存于）記者：顧守昌 TVBS-N 新聞 台南報導 2003/2/5（繁體中文）
- 布袋戲偶雕刻家[永久]台南生活美學館 文章提供：曾曉馨（繁體中文）

### 角色簡介
1. 1 2  悅蘭芳：霹靂英雄榜之爭王記 第19集初登場，看似儒雅的悅蘭芳，外貌華麗俊美、瀟灑不羈、處世嚴密，專注於自身目標，具有強烈的野心。. .
2. 1 2 3  風之痕：霹靂圖騰 第18集初登場，魔界傳說中的劍術高手，無人能出其右。平生追求劍術極致，崇尚自由不受拘束。. .   [2011-09-04]. （原始内容存档于2011-08-03）.
3. ↑  黥烈：霹靂英雄榜之江湖血路 第3集初登場，風中行者中的領袖人物，臉上黥滿赤紅梵文，生性沉著穩重，以智謀見長。. .[永久]
4. ↑  異端神：霹靂圖騰 第4集初登場，策謀略創造的無生命傀儡，需經由術法催動方能行動，不懼一般刀劍、掌氣攻擊，宛如勾魂索命八家將，為魔劍道最佳護衛。. .
5. ↑  憶秋年：霹靂圖騰 第15集初登場，身穿褐衫，劍術出神入化，幽默言談之間蘊含豐富的人生哲理的大宗師。. .
6. ↑  姬無花：霹靂異數之龍圖霸業 第4集初登場，本為日月浸靈所成的「彼岸之花」，幻化人形、悠遊人間，沉魚落雁之丰姿，驚豔四方！. .
7. ↑  忘千歲：霹靂異數之龍圖霸業 第4集初登場，昔為灑脫率真、對愛憧憬痴狂的荳蔻少女，卻因悅蘭芳的情感背叛與家門的分崩離析，一夕間白了烏絲紅顏。. .   [2011-09-05]. （原始内容存档于2016-04-17）.
8. ↑  獨孤遺恨：霹靂異數之龍圖霸業 第16集初登場，現身於孤舟之中把酒高歌的神秘劍客。個性沉默、寡言、重義氣。. .   [2011-09-05]. （原始内容存档于2016-09-11）.
9. ↑  天忌：霹靂異數之龍圖霸業 第36集初登場，總是獨自棲於無人高峰眺望遠方，一心追求至高的劍術境界，個性恩怨分明、重情重義，對武學、術法領悟性高。. .
10. ↑  披魂紗：霹靂異數之龍圖霸業 第37集初登場，邪能境術法高手，來去飄忽無影，為邪能境出武林收集各項資料；心機深沉、狡詐，遊走於各方勢力之間。. .
11. ↑  橫千秋：霹靂封靈島 第1集初登場，為人豪邁粗獷，力大無窮，頭腦思考頗為簡單，容易意氣用事，但相當重義氣與男子氣概，喜愛說冷笑話。. .
12. ↑  白馬縱橫：霹靂兵燹 第5集初登場，豪邁瀟灑、不拘小節、重情重義的川涼劍族奇才，個性幽默風趣。. .
13. ↑  湛江雲：霹靂兵燹 第35集初登場，天外南海的刀客，刀法出眾、身法迅速，為人重情重義，古道熱腸。. .
14. ↑  素續緣：成熟知足的個性，繼承了父親素還真的精湛醫術懸壺濟世，個性悲憫、仁慈、聰穎！. .
15. ↑  亂世狂刀：性情剛烈霸氣、豪邁奔放，為愛執著不悔的血性男兒。刀法精純、氣勢驚天，以一口獅頭寶刀、一套狂龍八斬法揚名天下。. .
16. ↑  傲刀玄龍：霹靂刀鋒 第4集初登場 為天外南海傲刀城的統治者，本著「人不犯我我不犯人」的處理原則。個性深沉、穩重，滿懷雄心壯志，但行事往往為達目的而不擇手段。. .   [2011-09-09]. （原始内容存档于2016-03-09）.
17. ↑  王隱：霹靂刀鋒 第26集初登場 退居山林，遨遊江湖的隱者。修為高深莫測，但平易近人。對刀法有獨到不凡的見解，以一為起、以一為終，萬法歸一。. .
18. ↑  夜岸鬼僧：霹靂刀鋒 第30集初登場 來自天外南海，陰陽怪氣、神秘詭譎的僧人，藉由彈指之聲擾人心緒，是繼蟲尊之後竄起的邪帝武學擁有者。. .   [2011-09-09]. （原始内容存档于2016-09-19）.
19. ↑  青陽子：雄才大略、智謀無雙，作風明確果斷、為人重情重義，舉手投足充滿領導者風範。. .   [2011-09-09]. （原始内容存档于2016-10-10）.
20. ↑  劍君十二恨：以劍為名、仗劍天涯，一生追求劍的真意，為人重情重義、極富正義感，自然率真、毫不虛偽，乃劍界中傲骨桀然的獨行俠客。. .
21. ↑  恨刀英雄：霹靂異數之萬里征途 第2集初登場 魁梧壯碩，外形剽悍的刀者，真實身份為正一天道閉門弟子，為人正直不阿、嚴肅拘謹卻又不失風趣詼諧。. .
22. ↑  吳了然：霹靂異數之萬里征途 第30集初登場 秦假仙魂魄宿體。. .   [2011-09-09]. （原始内容存档于2016-03-04）.
23. ↑  邪帝：霹靂九皇座（回憶）天外南海傳說中的創世之神，為邪惡、黑暗的化身，邪帝智慧絕倫、武功高強，精於生化科技，擅以人為武器，創造出翼、獸、蟲三族，以遂稱霸三界之野心。. .
24. ↑  武癡：霹靂九皇座（回憶）昂然風骨、身揹無玹劍，一生行俠仗義、醉武成痴的絕世高人，乃正義、光明化身。. .
25. ↑  風之痕：霹靂九皇座 第15集憤怒登場. .
26. ↑  覆天殤：霹靂九皇座 第19集初登場 傳說中的鬼樓之主萬鬼之王。生前為禍東北之境，後為上代九皇座所亡。個性沉穩、陰篤狂傲，作風屬於強硬派，不容許失敗，聰明且深具謀略。. .   [2011-09-09]. （原始内容存档于2016-09-30）.
27. ↑  杜一葦：霹靂九皇座 第37集初登場 隱居綠野的世外高人，詼諧輕鬆的態度，似乎沒有任何問題可以難倒他。. .
28. ↑  慘綠色：霹靂九皇座 第38集初登場 來自冰城的神秘人物。滿臉病容，面色慘綠，時時刻刻拖著一具白色的神秘冰棺。. .
29. ↑  劍子仙跡：霹靂九皇座 第50集初登場 道門不世出的先天高人，心性無為，率真豁達，笑看江湖，最關心中原安危的先天劍者。. .
30. ↑  禔摩：霹靂劫之闍城血印 第11集初登場 嗜血族闍城闇魔一系第二人，嗜血族中僅次於西蒙的強者，愛恨分明、手段極端，倨傲而孤冷不群，態度強硬，頗為任性。善用西洋劍為武器，全身銀白色打扮。. .
31. ↑  玉階飛：霹靂劫之末世錄 第15集初登場 北辰皇朝太傅，元凰授業恩師，位居權要，個性恬淡雅適，俊秀斯文不失莊嚴，深邃而睿智的目光，冷觀皇城內人事變遷，言談中充滿深謀遠慮與不凡。. .   [2011-09-10]. （原始内容存档于2021-02-12）.
32. ↑  鄧九五：霹靂劍蹤 第1集初登場 西北十酋傳說中的魔頭，一招出手金銀威震西北，由於早期的變故，使其矢志追求無上的金錢、權力，喜好掌控自己與他人的生殺大權。. .
33. ↑  耆耋耄：霹靂劍蹤 第29集初登場 遊走武林，以行乞維生，真實身份為當初封印異度魔界的四雅雜詩郎，個性閒散好遊，頗有正義感。. .
34. ↑  申屠東流：霹靂兵燹之刀戟戡魔錄II 第1集初登場 世外淨地殘林的守護者，刀法精湛，精通上乘的十步一殺，沉著冷靜，對殘林之主忠心耿耿，二人之間亦僕亦友，互表關心。. .   [2011-09-10]. （原始内容存档于2016-03-04）.
35. ↑  黑髮劍者：霹靂奇象 第36集初登場 神秘的銀面黑髮劍者，身揹一口造型獨特的冽月劍，形影如鬼魅般飄忽難測，肅默無聲，帶有冷漠狂傲的自信丰采。. .
36. ↑  墨淵水蓮：霹靂謎城 第4集初登場 個性直來直往、沉默寡言的神秘黑衣刀客，用詞簡潔俐落，做事直接不拖泥帶水，刀法剛如波濤洶湧，又柔似行雲流水，變化萬千。. .
37. ↑  汲無蹤：霹靂謎城 第32集初登場「一夜飛馳，百里獵首」聞名南武林的正義俠客，為人個性灑脫率性，極富正義感。. .   [2011-09-10]. （原始内容存档于2022-07-17）.
38. ↑  鼓琴人：霹靂謎城 第32集初登場 居於鼓琴磯畔的怪人，打赤腳、不修邊幅，喜好欣賞美女，更愛考人猜謎和吟詩作對，鎮日與湖中筆鰻抬槓、彈奏鼓琴為樂。. .
39. ↑  風飛沙：霹靂皇龍紀 第8集初登場 個性灑脫中帶著滄桑的江湖俠女，行事作風爽快俐落、毫不扭捏造作，雖言行較為冷淡，情感卻澎湃如濤。. .   [2011-09-10]. （原始内容存档于2016-04-10）.
40. ↑  三口劍：霹靂皇龍紀 第18集初登場 背著雙層重疊、三口無柄之劍的少俠劍客，劍招妙無章法，行事不按牌理出牌、我行我素，個人風格強烈。. .   [2011-09-10]. （原始内容存档于2016-04-19）.
41. ↑  風隨行：隨風而來，如影隨行，寂靜樹林中，一條人影，白衣似雪，披衣鑲著丹紅滾邊，背負著一把紅色絲綢包裹的劍，雖在默默不言中。. .
42. ↑  神鶴佐木：東瀛忍者黑流派宗師，為拋棄過往情仇，出走故國，皈依佛門，法號普生，是一位心性仁慈、內外兼修的修行者。. .   [2011-09-10]. （原始内容存档于2016-10-15）.
43. ↑  藍首華顏：霹靂開疆紀 第5集初登場 地獄島四大重犯，一襲靛藍裝束、秀髮半掩面的抱琴文生，琵琶絃音鏗鏘有力，夾帶無邊穿透力與殺傷力。. .   [2011-09-10]. （原始内容存档于2016-04-11）.
44. ↑  真田龍政：東瀛望族真田一族之主，才德兼具、穩重深沉，官拜太宰，長謀善政。. .   [2011-09-10]. （原始内容存档于2016-03-04）.
45. ↑  伊達我流：霹靂神州 第11集初登場 出身貴族的年輕武士，年少輕狂，不知天高地厚，對劍法獨具興趣，遊歷四處希望拜得天下無敵的功夫。. .   [2011-09-10]. （原始内容存档于2016-09-18）.
46. ↑  柳生劍影：霹靂神州 第12集初登場 東瀛武道聞名的絕世高手，對劍道有異於常人的執著，一生追求完美劍招。. .

## 外部連結
- 惜浪巖（页面存档备份，存于）布袋戲資訊站（繁體中文）
- 霹靂網 （页面存档备份，存于）  霹靂官方網站（繁體中文）